# Знаменская сельская территория (Белгородская область)
Знаменская сельская территория — административно-территориальная единица Старооскольского городского округа включающая в себя 3 села и 1 хутор: Знаменка, Новониколаевка, Сергеевка, Рекуновка. Административный центр — село Знаменка.

## Состав сельской территории
| № | Населённый пункт | Тип населённого пункта       | Население |
| - | ---------------- | ---------------------------- | --------- |
| 1 | Знаменка         | село, административный центр | ↘357      |
| 2 | Новониколаевка   | село                         | ↘131      |
| 3 | Рекуновка        | хутор                        | ↘11       |
| 4 | Сергеевка        | село                         | ↘89       |

## Географические данные
| Общая площадь        | 5718 га.   |
| -------------------- | ---------- |
| Сельхозугодья        | 4111,4 га. |
| Пашня                | 3200 га.   |
| Сенокосы, пастбища   | 629,9 га.  |
| Леса и лесополосы    | 167 га.    |
| Реки, пруды, водоемы | 42 га.     |
| Протяженность дорог  | 30,6 км.   |